# Врла Река
Врла Река је насеље које се некад налазило у долини реке Врле. Забележено је у турским пописима Врањског кадилука у 16. веку као дербенско и рударско место. Јован Трифуновски сматра да је највероватније било на „потесу између Алакинца и Биновца, западно од Сурдулице“. Забележено је да је 1519. Врла Река имала 19 породица, 1528. - 30 породица, а 1570. 25 породица, 25 неожењених који су плаћали порез и две удовице. По попису из 1570. године помиње се један вигањ и један самоков у месту Врла Река. Цела долина реке Врле је била пуна рударских копова, а њена вода се користила за испирање руде и покретањсе самокова. Постоји запис по коме је од данашње Сурдулице па до Власине било велико насеље. Но, са престанком рударства у овом крају, средином 19. века, и с одласком Турака 1878. године, престало је и рударење, а село Врла Река се раселило.